# Gabriel Esparza
Gabriel Esparza (n. 31 martie 1973, Pamplona, Navarra, Spania) este un taekwondist ce a reprezentat Spania, medaliat olimpic. A participat la o ediție a Jocurilor Olimpice (2000) în care a câștigat o medalie de argint.